# Chepoix
Chepoix é uma comuna francesa na região administrativa de Altos da França, no departamento de Oise. Estende-se por uma área de 8,86 km². Em 2010 a comuna tinha 450 habitantes (densidade: 50,8 hab./km²).